# 저에너지 전이

달로의 저에너지 전이의 예시
GRAIL-A·
달·
지구

저에너지 전이(Low-energy transfer)는 인공위성이 매우 적은 추력으로도 궤도를 옮길 수 있는 궤도를 말한다.

## 역사
예전에 저에너지 전이 궤도로 발사한 우주선:
- 히텐(Hiten), JAXA, 1990년, 일본 최초의 달 탐사선
- 제네시스(Genesis), NASA, 2001년
- SMART-1, ESA, 2006년
- 그레일(GRAIL), NASA, 2011년

현재 진행 중인 우주선:
- 베피콜롬보(BepiColombo), ESA/JAXA, 2018년
- 캡스톤(CAPSTONE), NASA
- 다누리(KPLO), KARI, 2022년, 한국 최초의 달 탐사선

미래 계획 중인 우주선:
- European Student Moon Orbiter (ESMO)
- Mars Direct

## 같이 보기
- 이중 타원 전이
- 스윙바이
- 행성간 통신 네트워크 (Interplanetary Transport Network)
- 궤도역학